# Calocheiridius orientalis
Calocheiridius orientalis es una especie de arácnido del orden Pseudoscorpionida de la familia Olpiidae.

## Distribución geográfica
Se encuentra en la India.